# Episodi de La strana coppia (prima stagione)
La prima stagione della serie televisiva La strana coppia è stata trasmessa in anteprima negli Stati Uniti d'America dalla ABC tra il 24 settembre 1970 e il 26 marzo 1971.
| nº | Titolo originale                   | Titolo italiano | Prima TV USA      | Prima TV Italia |
| -- | ---------------------------------- | --------------- | ----------------- | --------------- |
| 1  | The Laundry Orgy                   |                 | 24 settembre 1970 |                 |
| 2  | The Fight of the Felix             |                 | 1º ottobre 1970   |                 |
| 3  | Felix Gets Sick                    |                 | 8 ottobre 1970    |                 |
| 4  | The Jury Story                     |                 | 15 ottobre 1970   |                 |
| 5  | The Breakup                        |                 | 22 ottobre 1970   |                 |
| 6  | Oscar's Ulcer                      |                 | 29 ottobre 1970   |                 |
| 7  | I Do, I Don't                      |                 | 5 novembre 1970   |                 |
| 8  | Oscar, the Model                   |                 | 12 novembre 1970  |                 |
| 9  | The Big Brothers                   |                 | 19 novembre 1970  |                 |
| 10 | It's All Over Now, Baby Bird       |                 | 3 dicembre 1970   |                 |
| 11 | Felix Is Missing                   |                 | 10 dicembre 1970  |                 |
| 12 | Scrooge Gets an Oscar              |                 | 17 dicembre 1970  |                 |
| 13 | The Blackout                       |                 | 24 dicembre 1970  |                 |
| 14 | They Use Horse Radish, Don't They  |                 | 7 gennaio 1971    |                 |
| 15 | The Hideaway                       |                 | 14 gennaio 1971   |                 |
| 16 | Lovers Don't Make House Calls      |                 | 29 gennaio 1971   |                 |
| 17 | Engrave Trouble                    |                 | 5 febbraio 1971   |                 |
| 18 | Bunny Is Missing Down by the Lake  |                 | 12 febbraio 1971  |                 |
| 19 | You've Come a Long Way, Baby       |                 | 19 febbraio 1971  |                 |
| 20 | A Taste of Money                   |                 | 26 febbraio 1971  |                 |
| 21 | Oscar's New Life                   |                 | 5 marzo 1971      |                 |
| 22 | What Makes Felix Run               |                 | 12 marzo 1971     |                 |
| 23 | What Does a Naked Lady Say to You? |                 | 19 marzo 1971     |                 |
| 24 | Trapped                            |                 | 26 marzo 1971     |                 |